# Coffret de Leyre
Le Coffret de Leyre est l'un des joyaux de l'art islamique hispano-arabe. Il s'agit d'un coffret ou reliquaire en ivoire d'éléphant qui date du califat de Cordoue.
C'est un coffret de base rectangulaire, qui n'est dont pas un pyxide, de forme cylindrique.

## Historique
Il fut taillé durant le califat de Cordoue par l'artisan Faray en 1004. Il est remarquable par la profusion de ses détails et sa finesse d'exécution. Il contient des inscriptions qui indiquent que ce fut un cadeau pour Abd al-Malik al-Muzaffar (975-1008), chef politique et militaire du califat de 1002 à 1008, durant le règne du d'Hisham II. Abd al-Malik est plus connu pour être le fils d'Almanzor, vizir d'Hisham II, mais aussi chef militaire et homme fort politique du califat.

## Conservation
La pièce est exposée au musée de Navarre à Pampelune, bien qu'antérieurement elle eut appartenu au monastère de Leyre, à la cathédrale Santa María la Real à Sangüesa, et au trésor de la cathédrale de Pampelune.

## Caractéristiques
- Forme : rectangulaire, avec un couvercle de forme pyramidale tronquée.
- Matériau : ivoire d'éléphant et argent.
- Dimensions : 23,6 x 38,4 x 23,7 centimètres

Les inscriptions avec des sculptures en forme et en volumes avec des atauriques, où sont représentés le dieu Allah, ainsi que des gazelles, des aigles, des lions, une licorne et des antilopes dans ce qui serait une scène de chasse.